# José Francisco de Peralta y López del Corral
José Francisco de Peralta y López del Corral fue un sacerdote costarricense, nacido en Cartago, Costa Rica, el 3 de abril de 1783. Hijo de José María de Peralta y La Vega y Ana Benita de Nava López del Corral, fue ordenado sacerdote en León, Nicaragua, en 1812, y se le designó cura párroco del pueblo de Olocuilta en El Salvador.
En 1822 Costa Rica lo eligió para representarla en el Congreso Constituyente del Imperio Mexicano, pero no asumió el cargo. En 1825 fue elegido como diputado por Costa Rica al Congreso de la República Federal de Centroamérica, cargo que desempeñó hasta 1826 y en ejercicio del cual participó en algunas leyes importantes, como la que consolidó la anexión del partido de Nicoya a Costa Rica.
De 1827 a 1828 fue Diputado por Ujarrás en la Asamblea legislativa del Estado de Costa Rica, y en noviembre de 1829 fue elegido para representar a Costa Rica en el Senado de la República Federal de Centroamérica. De 1832 1833 fue Diputado por Santa Cruz en la Asamblea legislativa del Estado de Costa Rica. Fue Presidente de la Asamblea de septiembre de 1832 a febrero de 1833 y de julio a septiembre de 1833.
Fue un entusiasta admirador del general Francisco Morazán, al que agasajó durante su visita a Costa Rica y su estadía en Cartago en 1834.
En 1835 participó en la Guerra de la Liga contra el jefe de Estado Braulio Carrillo Colina, motivo por el que se le embargaron sus bienes y tuvo que marchar al exilio.
José Francisco de Peralta y López del Corral fue uno de los más connotados partidarios que tuvo en Costa Rica el gobierno del general Francisco Morazán Quesada, llegado al poder el 12 de abril de 1842. El padre Peralta resultó elegido como diputado por Cartago a la Asamblea Constituyente convocada por Morazán, que se inauguró en San José el 10 de julio de 1842, y fue nombrado como Presidente de ese cuerpo. Entre los proyectos de ley que apoyó con mayor entusiasmo figuró el de creación del colegio San Luis Gonzaga en Cartago, que no se estableció hasta 1869.
Murió en Cartago el 16 de septiembre de 1844, a consecuencia de un accidente ecuestre. Dejó un importante legado para fundar una escuela para la juventud en Cartago, institución que conserva su nombre. En la ciudad se inauguró un busto en homenaje a su memoria en 1917.